# Pepsis heros
Pepsis heros (лат.) — крупный вид дорожных ос рода Pepsis (подсемейство Pepsinae). Южная Америка. Длина самок до 6 см. Охотятся на тарантулов.

## Распространение
Ареал вида охватывает Южную Америку от Венесуэлы, Колумбии, Перу и Эквадора до Гайаны и Бразилии.

## Описание
Основная окраска тела чёрная с синевато-зеленоватым отливом, крылья обычно тёмно-янтарные до оранжево-красных с более или менее тёмной каймой, часто заходящей на ячейки; переднее крыло с крайней вершиной узко бледное. Длина тела: самцы от 26 до 38 мм, самки от 35 до 63 мм. У самцов очень характерный вид субгенитальной пластинки (SGP наряду с килем, образованным более или менее вздёрнутой вершиной, имеется отчётливый преапикальный киль РАС, обычно поперечный, но часто, по крайней мере, частично косой; РАС более или менее V-образный, часто с коротким срединным килем, вытянутым апикально). Самок можно отличить по жилкованию группы P. rubra (радиус, соединяющийся с костой под очень малым углом), а оба пола — по цвету крыльев (даже тёмные западные формы не такие тёмные, как P. grossa, и у них никогда нет таких многочисленных и грубых волосков бёдер, как у этого вида). Ещё один хороший признак у обоих полов — исключительно тонкая скульптура метапостнотума (MPN) и передней части проподеума, кажущаяся гладкой, но матовой. Это единственный действительно крупный вид группы P. rubra в северной части Южной Америки. Усики самок состоят из 12 сегментов (скапус, педицель и 10 флагелломеров). У самцов — 13-члениковые, более толстые и более прямые антенны и семь видимых брюшных сегментов; у самок — более узкие, скрученные усики и шесть видимых брюшных сегментов.

## Таксономия
Вид был впервые описан в 1798 году датским энтомологом Иоганном Христианом Фабрицием, а его валидный статус подтверждён в 2000 году в ходе родовой ревизии, проведённой британским гименоптерологом C. R. Vardy (Harefield, Мидлсекс, Великобритания). Включён в состав видовой группы Pepsis rubra.